# Квіти в срібній вазі
Квіти в срібній вазі (англ. Flower still life with a watch) — відомий натюрморт пензля художника 17 століття Віллєма ван Алста. Зберігається в музеї Мауріцхейс.

## Делфт і делфтці 17 століття
Делфт посів особливе місце в історії Голландії. Він так і не наздогнав в своєму розвитку Амстердам, Роттердам, навіть вічно сільську Гаагу. Але саме тут жили вчений Антоні ван Льовенгук, талановитий учень Рембрандта — Карел Фабрициус, загадковий Ян Вермер… А всього в маленькому Делфті працювало близько 1.000 художників, не враховуючи ремісників, виробників уславленого делфтського фаянсу і кахлів, ткачів і виробників аррасів. І всі вони гуртувались в одній гільдії живописців.
Уродженець міста Делфт, Віллєм ван Алст, не зажив такої гучної слави, як Ян Вермер .Невідомо, чи зустрічались вони. Про Вермера відомо, що він був швидше добропорядним сім'янином, не схильним до подорожей чи авантюр.
Навпаки, молодий і завзятий Віллєм не сидів на місті. Навчання після Дельфту продовжив аж в далекій Флоренції в Італії, щоправда у земляка на ім'я Отто Марсеус Скрик. Попрацював в Італії, перебрався у Францію(де був 4 роки), знову повернувся в Італію ще на сім років, а закінчив життя в столичному Амстердамі. Художник не був майстром релігійних вівтарів чи модним портретистом, а малював тільки натюрморти. Щоправда, бачив багато відомих картин, виробив чудовий смак і наповнив свої натюрморти такою красою, що їх забирали в королівські резиденції. Так, « Квіти в срібній вазі» Алста довго прикрашали королівський Хет Лоо. Пізніше натюрморт передали в Мауріцхейс.

## «Квіти в срібній вазі» Алста
На важкій стільниці з кольорового мармуру стоїть ваза с квітами. Букет дещо розхристаний, наче потривожений вітром. Композиція ефектна, діагональна. Особливо впадає у око закручений стовбур маку, що підкреслює чудове володіння художником малюнку і визнання ним краси природних, неакадемічних, нерегулярних форм. Має місце і причетність майстра до скромних, але колористично цікавих гам.
Кохався він і в ювелірстві. Зазвичай поряд з квітами розміщав якийсь ювелірний виріб, що і контрастував з природними виробами, і доповнював їх виробами людей. В картині Алста є срібна ваза і коштовний годинник. В спокійній Голландії і речі «живуть» довго. Дослідники і зараз знають, де зберігається картина Бабюрена, що вимальована на одній з картин Яна Вермера, бо і вона збережена. Розпізнали і автора срібної вази на картині ван Алста. Ним був ювелір Йоханнес Лютма (Johannes Lutma).